# Koundal, Khanapur
Koundal là một làng thuộc tehsil Khanapur, huyện Belgaum, bang Karnataka, Ấn Độ.